# Stamboom Carel Hugo van Bourbon-Parma (1930-2010)
| Stamboom Carlos Hugo van Bourbon-Parma (1930-2010)                                  | Stamboom Carlos Hugo van Bourbon-Parma (1930-2010) | Stamboom Carlos Hugo van Bourbon-Parma (1930-2010) | Stamboom Carlos Hugo van Bourbon-Parma (1930-2010)                                                                               | Stamboom Carlos Hugo van Bourbon-Parma (1930-2010)                                                                               | Stamboom Carlos Hugo van Bourbon-Parma (1930-2010)                                       | Stamboom Carlos Hugo van Bourbon-Parma (1930-2010)                                       | Stamboom Carlos Hugo van Bourbon-Parma (1930-2010)                                       | Stamboom Carlos Hugo van Bourbon-Parma (1930-2010)                                       |
| ----------------------------------------------------------------------------------- | --- | --- | --- | --- | ---------------------------------------------------------------------------------------- | ---------------------------------------------------------------------------------------- | ---------------------------------------------------------------------------------------- | ---------------------------------------------------------------------------------------- |
| Grootouders                                                                         | Robert van Bourbon-Parma (1848-1907) Robert I van Parma x 1884 Maria Antonia van Braganza (1862-1959) Maria Antonia van Portugal                               | Robert van Bourbon-Parma (1848-1907) Robert I van Parma x 1884 Maria Antonia van Braganza (1862-1959) Maria Antonia van Portugal                               | Robert van Bourbon-Parma (1848-1907) Robert I van Parma x 1884 Maria Antonia van Braganza (1862-1959) Maria Antonia van Portugal | Robert van Bourbon-Parma (1848-1907) Robert I van Parma x 1884 Maria Antonia van Braganza (1862-1959) Maria Antonia van Portugal | Georges de Bourbon-Busset (1860-1932) x 1888 Marie Jeanne de Kerret-Quillien (1866-1958) | Georges de Bourbon-Busset (1860-1932) x 1888 Marie Jeanne de Kerret-Quillien (1866-1958) | Georges de Bourbon-Busset (1860-1932) x 1888 Marie Jeanne de Kerret-Quillien (1866-1958) | Georges de Bourbon-Busset (1860-1932) x 1888 Marie Jeanne de Kerret-Quillien (1866-1958) |
| Ouders                                                                              | Xavier van Bourbon-Parma (1889-1977) x 1927 Maria van Bourbon-Busset (1898-1984)                                                                               | Xavier van Bourbon-Parma (1889-1977) x 1927 Maria van Bourbon-Busset (1898-1984)                                                                               | Xavier van Bourbon-Parma (1889-1977) x 1927 Maria van Bourbon-Busset (1898-1984)                                                 | Xavier van Bourbon-Parma (1889-1977) x 1927 Maria van Bourbon-Busset (1898-1984)                                                 | Xavier van Bourbon-Parma (1889-1977) x 1927 Maria van Bourbon-Busset (1898-1984)         | Xavier van Bourbon-Parma (1889-1977) x 1927 Maria van Bourbon-Busset (1898-1984)         | Xavier van Bourbon-Parma (1889-1977) x 1927 Maria van Bourbon-Busset (1898-1984)         | Xavier van Bourbon-Parma (1889-1977) x 1927 Maria van Bourbon-Busset (1898-1984)         |
| Carel Hugo van Bourbon-Parma (1930-2010) x 1964-1981 Irene van Oranje-Nassau (1939) | | | | |                                                                                          |                                                                                          |                                                                                          |                                                                                          |
| Kinderen                                                                            | Carlos (1970) x 2010 Annemarie Gualthérie van Weezel (1977) | Carlos (1970) x 2010 Annemarie Gualthérie van Weezel (1977) | Margarita (1972) x 2001-2006 Edwin de Roy van Zuydewijn (1966) x 2008 Tjalling ten Cate (1975)                                   | Margarita (1972) x 2001-2006 Edwin de Roy van Zuydewijn (1966) x 2008 Tjalling ten Cate (1975)                                   | Jaime (1972) x 2013 Viktória Cservenyák (1982)                                           | Jaime (1972) x 2013 Viktória Cservenyák (1982)                                           | Carolina (1974) x 2012 Albert Brenninkmeijer (1974)                                      | Carolina (1974) x 2012 Albert Brenninkmeijer (1974)                                      |
| Kleinkinderen                                                                       | Carlos Hugo Roderik Sybren (1997) (buitenechtelijk) Luisa Irene Constance Anna Maria (2012) Cecilia Maria Johanna Beatrix (2013) Carlos Enrique Leonard (2016) | Carlos Hugo Roderik Sybren (1997) (buitenechtelijk) Luisa Irene Constance Anna Maria (2012) Cecilia Maria Johanna Beatrix (2013) Carlos Enrique Leonard (2016) | Julia Carolina Catharina (2008) Paola Cecilia Laurentien (2011)                                                                  | Julia Carolina Catharina (2008) Paola Cecilia Laurentien (2011)                                                                  | Zita Clara (2014) Gloria Irene (2016)                                                    | Zita Clara (2014) Gloria Irene (2016)                                                    | Alaïa-Maria Irene Cécile (2014) Xavier Albert Alphons (2015)                             | Alaïa-Maria Irene Cécile (2014) Xavier Albert Alphons (2015)                             |